# 田尻晶子
田尻 晶子（たじり あきこ、1989年3月13日 - ）は、日本の女性モデル、シンガー、エアリアルアーティスト。
神奈川県横浜市出身、身長は157cm。東放学園高等専修学校卒業。

## 来歴・人物
- 2010年、読売ジャイアンツのマスコットガール「チームヴィーナス」のメンバーとして活動[2]。
- 2011年、ジェフユナイテッド市原・千葉のオフィシャルサポートガール「FROM AQUAマーメイド」に就任[3]。
- 2012年から2013年、東京ヤクルトスワローズ公式ダンスパフォーマンスチーム「Passion」のメンバーとして活動。背番号は「11」。
- 2013年、サマンサタバサブランドレップとして活動。  モデル活動と並行しUNDER25のゴルフウェアをデザインを手掛ける事もあった。
- 2014年、SUPER GTイメージガール「IA GIRL STARS」メンバーとして1年間活動。その一方でFROM AQUAマーメイドに3年ぶりに復帰[3]。2015年にサポートガール名称が「アキュアメイド マーメイド」に変更されてからも、2016年3月に卒業するまでジェフユナイテッドのサポートガールを務めた[3]。
- 2014年、JAPANEXPO@Franceに桜縁座パフォーマーとして出演。その他、数々のアーティストのバックダンサーとして紅白歌合戦、ミュージックステーション、レコード大賞等にも出演。ロレッタシャンプーmoemoe 広告モデルも務める。

・2019年〜 エアリアルパフォーマーとして活動開始。ドイツで修行した後、関東を拠点にプロパフォーマーとして活躍。
・2020年〜　アート作家として活動を開始。
・2021年Casie主催「借りるアート展」出典。
・2021年コロナ禍において少しでもポジティブな出来事を世の中に、という想いで単独公演"LE PETIT SOLEIL"を決行。世界で活躍するサーカスアーティストやクリエイター、音楽家達と共にこの時代への賛歌として、プロジェクションマッピングを用いた公演が話題を呼んだ。